# Angepasste Ganzjahreszufütterung

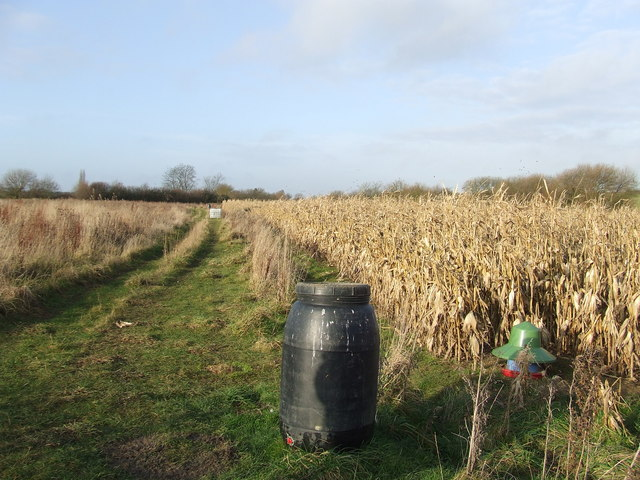
Bereich zur Wildvogelfütterung

Die angepasste Ganzjahreszufütterung ist eine von einigen Ornithologen empfohlene Maßnahme zum Abfangen des Singvogelsterbens. Die Empfehlung gilt nicht für die Fütterung von Wasservögeln, die nur bei zugefrorenen Gewässern an Land mit artgerechtem Futter zu versorgen sind. Auch Greifvögel sollten nur von fachkundigen Personen gefüttert werden.

## Geschichte
Ehemals führten landwirtschaftliche Aktivitäten (Dreifelderwirtschaft) mit ihren anthropogenen Nahrungsquellen und Wildkräuterbeständen zur Zuwanderung der meisten Vogelarten nach Deutschland. Mit zunehmendem Rückgang der traditionellen Landwirtschaft ab den 1950er Jahren reduzierten sich alle Vogelbestände merklich.
Die Vogelwarte Radolfzell am Bodensee (damals Teil des Max-Planck-Instituts für Ornithologie, heute Max-Planck-Institut für Verhaltensbiologie) registrierte, dass von ehemals 110 Brutvogelarten 35 Prozent ganz verschwunden sind oder nur noch unregelmäßig brüteten. Weitere 20 Prozent nähmen in ihrem Bestand ab, nur 10 Prozent zeigten eine Bestandszunahme oder hätten sich neu angesiedelt. Die wichtigsten Ursachen für den Rückgang sind nicht nur fehlende Nistmöglichkeiten und Lebensräume, sondern vor allem die enorme Abnahme der Nahrungsgrundlagen. Die Nahrungsgrundlagen sind nicht nur im Winterhalbjahr, sondern auch zu anderen Jahreszeiten unzureichend.
Weltweit sterben Vogelarten schneller aus als erwartet, wie US-Forscher feststellten, nicht alle vier Jahre eine Vogelart, wie ursprünglich in Hochrechnungen ermittelt, vielmehr ist jedes Jahr der Verlust einer Vogelart zu beklagen.
Zu den von Rückgängen betroffenen Arten gehören ehemalige „Allerweltsarten“ wie Haus- und Feldsperling, Star, Feldlerche, Rauchschwalbe und die Kohlmeise. Der Haussperling erlitt in England einen Rückgang um mehr als 50 Prozent. In Deutschland ist das Bild ähnlich.
Gefahr droht ihnen auch im Zuge der Klimaerwärmung, da Singvögel eher zu brüten beginnen und ziehende Arten früher in ihre angestammten Sommerreviere zurückkehren. Chronischer Insektenmangel und Kälteeinbrüche können dann zu Brutverlusten führen.
Aus diesen Gründen plädieren der Ornithologe Peter Berthold, ehemals Leiter der Vogelwarte Radolfzell, und die Heinz-Sielmann-Stiftung für eine artgerechte, angepasste Ganzjahreszufütterung, die durch Vogelfreunde sowohl auf Balkonen in der Stadt als auch in Gärten durchgeführt werden kann. Sie ersetzt den Singvögeln nur einen kleinen Teil der Nahrung, die sie vormals auf unseren Feldern fanden.

## Ergebnisse britischer Beobachtungen
Die in England in Gärten allgemein übliche Vogelfütterung wurde seit 1970/71 vom British Trust for Ornithology in einem speziellen „Garden Bird Feeding Survey“ untersucht und zudem in einem „Garden Bird Watch Programme“ von über 17000 Mitarbeitern überwacht und lieferte die folgenden Ergebnisse:
- Singvögel werden nicht von Futterstellen abhängig. Für Singvögel ungefährliche Darmspülungen belegen, dass sie selbst in strengen Wintern, soweit verfügbar, Insekten suchen. Eine ganzjährige sichere Nahrungsquelle schützt sie in der kalten Jahreszeit vor dem Verhungern und kann dazu führen, dass sie im Sommer noch einmal brüten, wodurch sich ihre Bestände erhöhen würden.

- Eine eventuelle natürliche Selektion wird durch Zufütterung nicht beeinflusst. Im Prinzip ist die natürliche Selektion eine menschengemachte Selektion, denn es ist der Mensch, der den Tieren die Lebensgrundlagen entzieht. Wo es gelang, ausreichend große Flächen mit Futterpflanzen zu versehen, waren die Vögel auf Futterstellen nur noch bei großer Kälte angewiesen und suchten sie ansonsten auch nicht mehr auf.

- Fütterungszeiten. Es ist von Vorteil, die Winterfütterung bereits im September einsetzen zu lassen, da sich Alt- und Jungvögel zu diesem Zeitpunkt ihre Futterquellen für den Winter erschließen. Für die Vögel ist es überlebenswichtig, diese zu kennen, bevor die Kälte eintritt. Zugvögel lassen sich auf diese Weise ebenfalls gut versorgen. Sie haben ein phänomenales Ortsgedächtnis und können sich vor ihrem Flug in den Süden und nach ihrer Rückkehr bei Kälteeinbrüchen im Frühling an fest eingerichteten Futterstellen kräftigen.

- Nicht nur dominante Arten. An gut geführten Futterstellen in England erschienen über 150 Vogelarten, an den Futterstellen der Vogelwarte Radolfzell über 70, darunter viele gefährdete Arten.

- Knödel, Fettkuchen und Sämereien als Nestlingsfutter. Vögel füttern ihren Nachwuchs nicht mit der 'falschen' Nahrung, sondern mit Insekten, Raupen und im Kropf vorverdauten Sämereien. Bei Insektenmangel ist Fettfutter von einem Knödel oder Fettkuchen für den Nachwuchs lebensrettend. Beeren als Alleinfutter hingegen führen rasch zum Tod der Tiere und eignen sich daher auch im Winter nicht als Alleinnahrung.[1]

## Verhalten bei Vogelerkrankungen an der Futterstelle
Durch ihre hohe Körpertemperatur und ein gutes Immunsystem sind Singvögel wenig anfällig für bakterielle und virale Erkrankungen. Selbst bei niemals gereinigten Futterplätzen bestand keine Gefahr. Selbst beim Ausbruch von Vogelkrankheiten wie z. B. Vogelpocken, hatten die Vögel eine höhere Überlebens- und Genesungsrate als Vögel ohne Futterstelle.  Sollte eine Futterstelle von Krankheitserregern befallen sein, genügt es, die Futtergefäße mit heißem Wasser auszubürsten oder besser noch, sie zu ersetzen. Danach sollte die Futterstelle sofort wieder in Betrieb genommen werden, damit die Vögel, die sich darauf verlassen, nicht in Not geraten.

## Kritik
Die angepasste Ganzjahreszufütterung wird von einzelnen  Naturschutzorganisationen kritisch betrachtet. So schreibt der BUND zwar, dass das massive Insektensterben in Deutschland dazu führen kann, dass auch in der Brutzeit gefüttert werden sollte. So habe die Zahl der Insekten in manchen Gebieten Deutschlands schon um bis zu 80 % abgenommen, was nachweislich Auswirkung auf die Vogelwelt habe, gibt aber zu bedenken, dass die Ursache des aktuellen Vogelsterbens nicht auf Nahrungsengpässe zurückzuführen sei, sondern auf die großflächige Naturzerstörung. Der NABU empfiehlt die Vogelfütterung als umweltpädagogische Maßnahme und gibt Tipps zur richtigen Fütterung im Winter und zur Brutzeit, sowie zu den restlichen Jahreszeiten. Gegen die Fütterung der kleinen Singvögel zwischen Januar und Dezember spräche nichts, doch mit effektivem Schutz bedrohter Vogelarten solle man die Vogelfütterung nicht verwechseln.
Beide Naturschutzverbände fordern daher bei der Ursache der Nahrungsknappheit für Vögel anzusetzen und naturnahe Lebensräume erhalten oder zu schaffen. Hierfür gibt unter anderem der NABU Privatleuten hilfreiche Tipps für die Gestaltung vogelfreundlicher Gärten.

## Insektenschutz und Nistmöglichkeiten für Singvögel
Um die Zufütterungen zu komplettieren, ist es sinnvoll, in der Nähe der Futterstellen für genügend Nistplätze, auch für Nischenbrüter, zu sorgen.
Weiterhin wichtig ist der Insektenschutz, etwa durch Laub, Reisig, Tot- und Altholz, Komposthaufen, „Insektenhotels“ und Anpflanzen von Wildpflanzen als Futterpflanzen, Kriechrosen, Efeu, Waldreben, Ranken und Hecken u. ä.
Britische Programme: Garden Bird Feeding Survey des British Trust for Ornithology (BTO), Garden Bird Watch (BTO) zusammen mit dem Futtermittelanbieter CJ Wild Bird Foods (zum Thema Hygiene), Winter Food for Birds (BTO), Bird Aid Project (Royal Society for the Protection of Birds), GBHi (Garden Birds Health Initiative) der Universities Federation for Animal Welfare und des BTO